# Ilex amazonensis
Ilex amazonensis är en järneksväxtart som beskrevs av Edwin. Ilex amazonensis ingår i släktet järnekar, och familjen järneksväxter. Inga underarter finns listade i Catalogue of Life.